# Akcija za pravoslavnu crkveno-školsku autonomiju
Akcija za pravoslavnu crkveno-školsku autonomiju naziv je za političku stranku koja je 1896. godine osnovana u Bosni i Hercegovini, tada formalno u sastavu Osmanskog Carstva, a stvarno pod okupacijom Austro-Ugarske. Okupljala je pretežno građanski sloj pravoslavne vjere, odnosno srpske nacionalnosti, a glavni joj je cilj bio postići školsku autonomiju za pravoslavno stanovništvo.
Muslimansko stanovništvo je svoj ekvivalent te stranke imalo u Pokretu muslimana za vjersko-prosvjetnu autonomiju.